# Otepää
Otepää (deutsch Odenpäh) ist eine Landgemeinde im estnischen Kreis Valga mit einer Fläche von 217,4 Quadratkilometern. Sie hat 6.253 Einwohner (1. Januar 2025).
Neben dem Hauptort, der Stadt Otepää (2178 Einwohner), zählen zur Gemeinde die Dörfer Arula, Ilmjärve, Kassiratta, Kastolatsi, Kaurutoots, Koigu, Kääriku, Mägestiku, Mäha, Märdi, Nüpli, Otepää küla, Pedajamäe, Pilkuse, Pühajärve, Raudsepa, Sihva, Truuta, Tõutsi, Vana-Otepää und Vidrike.
Seit der Gemeindereform 2017 gehören auch die Orte der ehemaligen Gemeinde Sangaste (Ädu, Keeni, Kurevere, Lauküla, Lossiküla, Mäeküla, Mägiste, Pringi, Restu, Risttee, Sangaste, Sarapuu, Tiidu, Vaalu) sowie einige Orte der ehemaligen Landgemeinde Palupera (Lutike, Makita, Miti, Neeruti, Nõuni, Päidla, Räbi) zu Otepää.

## Geschichte

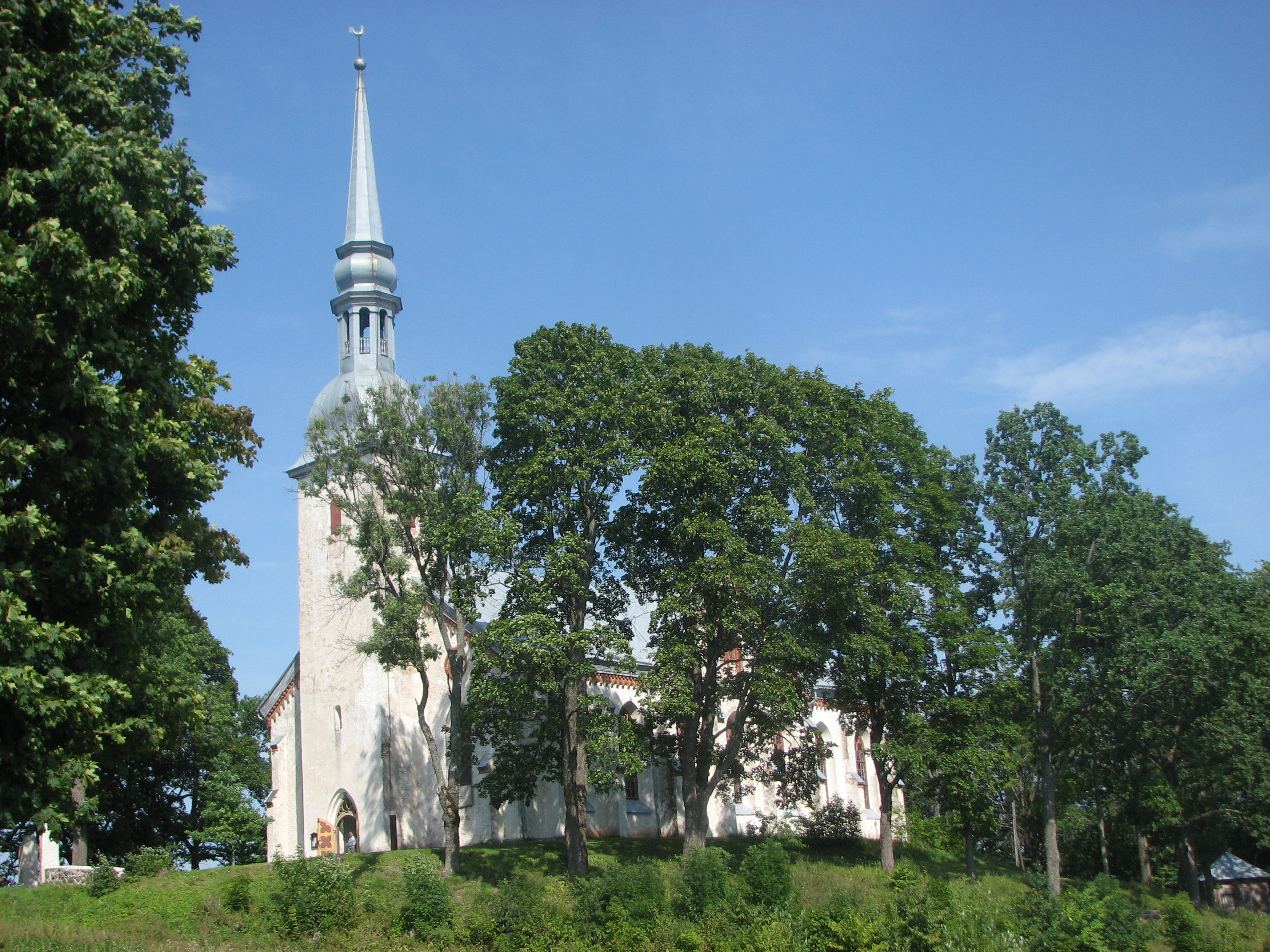
Die Kirche von Otepää

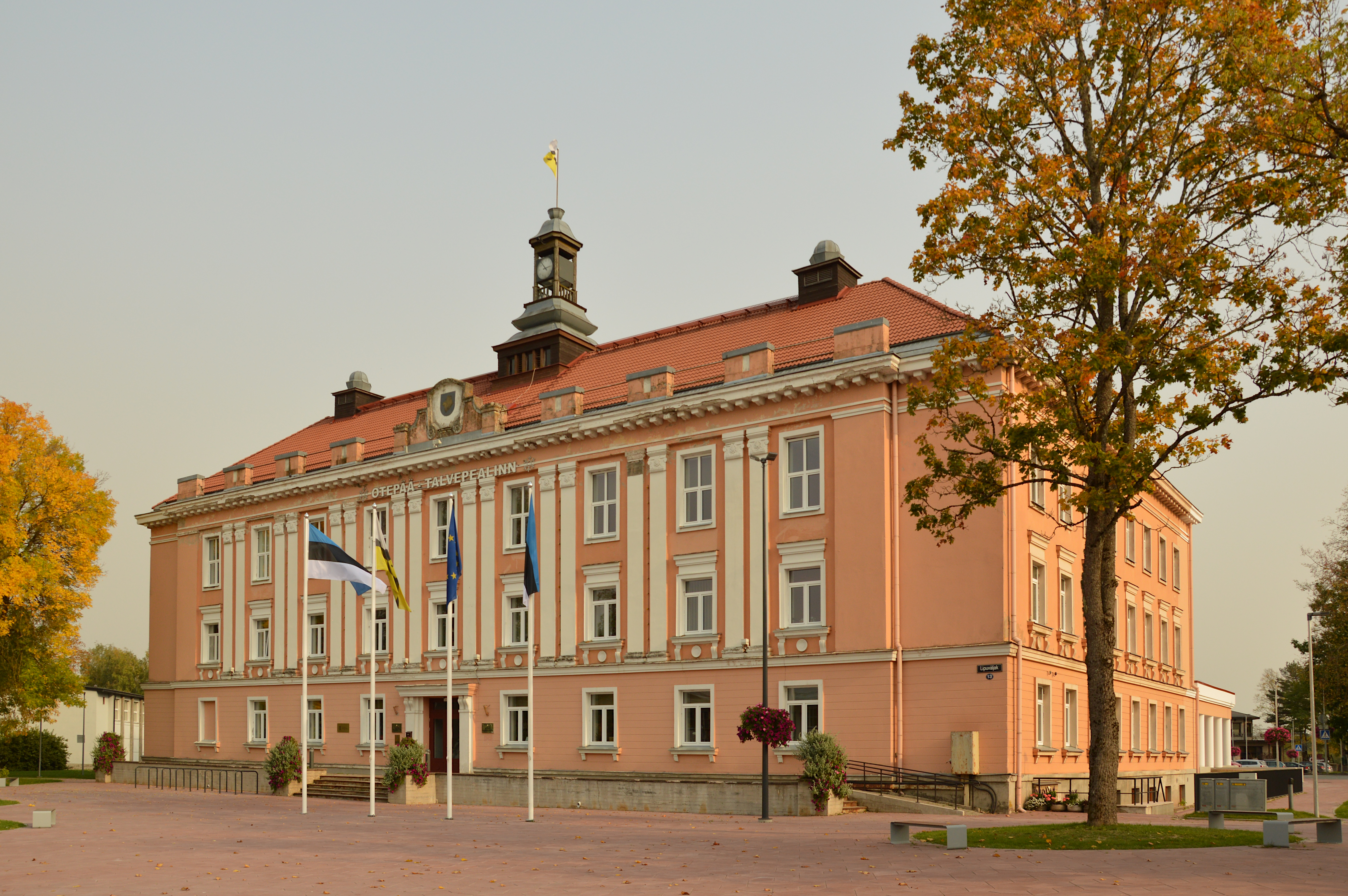
Verwaltungsgebäude der Gemeinde Otepää

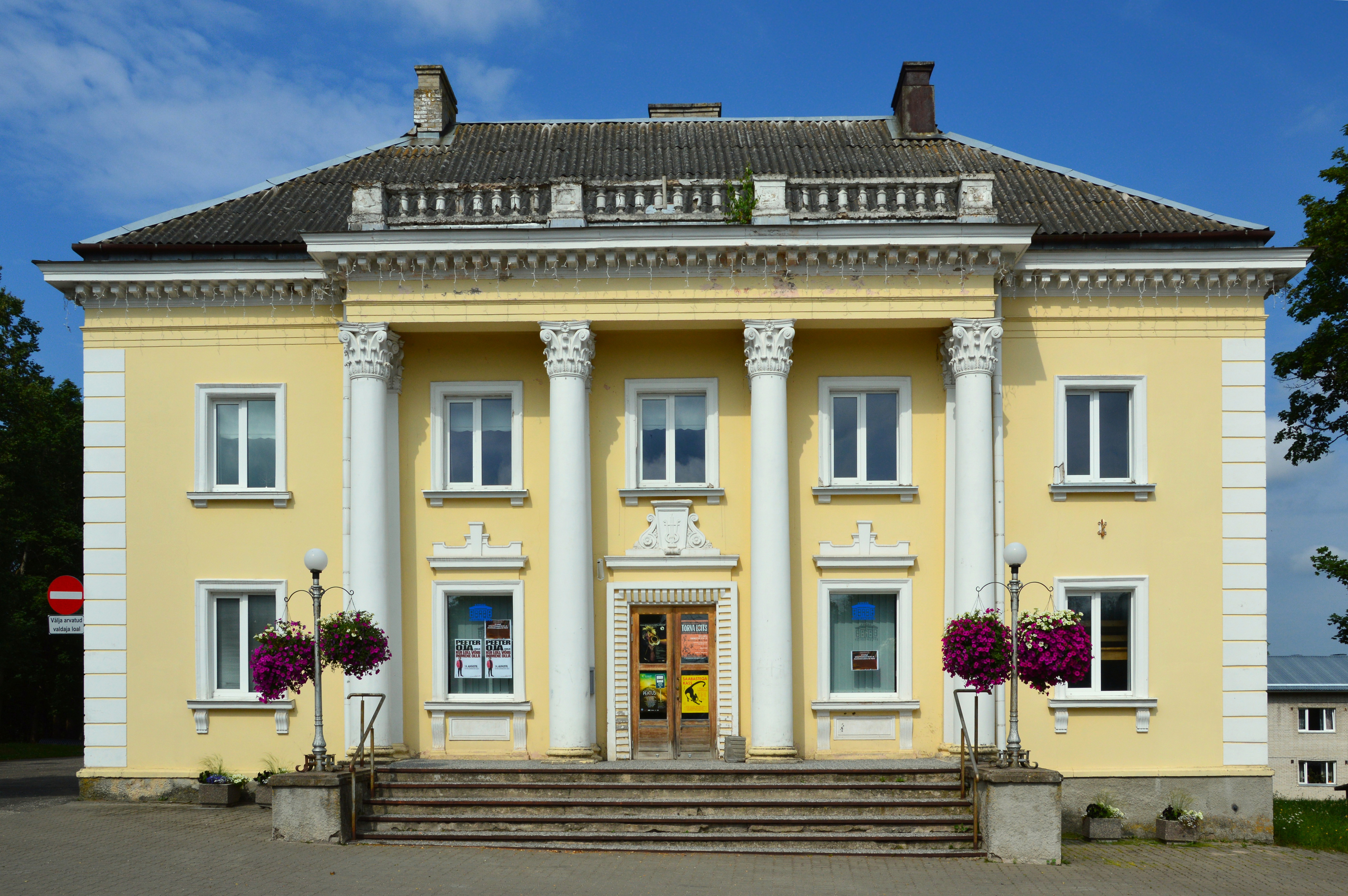
Kulturhaus Otepää

Bis ins 17. Jahrhundert befand sich hier die Bischofsburg Odenpäh.
Am 4. Juni 1884 wurde in der in der zweiten Hälfte des 19. Jahrhunderts erbauten evangelischen Kirche von Otepää die Flagge des Vereins Studierender Esten geweiht, die später die estnische Flagge wurde, heute besteht dort auch ein Flaggenmuseum.

## Sport
Mit seinem am Südostrand des Hauptortes gelegenen Tehvandi spordikeskus ist Otepää das Wintersport-Zentrum Estlands. Mit zahlreichen Möglichkeiten für Wintersport (Langlauf, Skispringen, Eislaufen) zieht es im Winter viele Urlauber an. Die Infrastruktur ist gut entwickelt und verfügt über ein reichhaltiges Angebot an Übernachtungs- und Freizeitmöglichkeiten. In Otepää lebt und trainierte unter anderem die ehemalige estnische Skilangläuferin Kristina Šmigun-Vähi. Im Rahmen der Worldloppet-Serie findet hier der Tartu Maraton (Skimarathon) über 63 Kilometer von Otepää nach Elva statt.
Sportveranstaltungen
- 2006 war die Gemeinde Gastgeber der Orientierungslauf-Europameisterschaften.
- 2017 fanden hier die Weltmeisterschaften im Orientierungslauf statt.
- Sommerbiathlon-Weltmeisterschaften 2007 und 2016
- Biathlon-Europameisterschaften 2010 und 2015
- Nordische Junioren-Skiweltmeisterschaften 2011

Zudem fanden hier mehrfach Wettbewerbe des IBU-Cups und des IBU-Sommercups und 2012 ein Länderspiel der Estnischen Fußballnationalmannschaft der Frauen statt. Als weitere Sportveranstaltung fand am 6. August 2016 erstmals ein Halbdistanz-Rennen der Ironman-Serie (70.3) im Triathlon statt.
In der Saison 2021/22 war Otepää erstmals auch Austragungsort eines Biathlon-Weltcups.

## Söhne und Töchter der Landgemeinde
- Eduard Hiiop (1889–1941), Eiskunstläufer und Leichtathlet
- Jaan Undusk (* 1958), Schriftsteller und Literaturwissenschaftler
- Kalju Ojaste (* 1961), Biathlet
- Andreas Veerpalu (* 1994), Skilangläufer
- Artti Aigro (* 1999), Skispringer